# Evropski divji bezeg
Evropski divji bezèg (znanstveno ime Sambucus racemosa) je listopadni grm iz družine pižmičevk, ki je razširjen po Evropi, Aziji in Severni Ameriki. 

## Opis
V višino ta zelo gost grm doseže do 3 metre, ima pa zelo plitev in razvejan koreninski sistem. Listi so dolgi med 10 in 25 cm in so lihopernato sestavljeni iz od 5 do 7 cm dolgih lističev. Cvetovi so rumenkasto zelene barve in so združeni v pokončna jajčasta grozdasta socvetja. V Sloveniji cveti od aprila do junija, iz oplojenih cvetov pa se razvijejo rdeči plodovi, ki so hrana pticam in mnogim drugim živalim.
Širi se s pomočjo semen, ki jih s svojimi iztrebki raznašajo ptice.

### Podvrste in varietete
- Sambucus racemosa subsp. kamtschatica — severovzhodna Azija.[3]
- Sambucus racemosa var. melanocarpa — zahodne ZDA in Kanada[4][5][6]
- Sambucus racemosa subsp. pubens — vzhodna Severna Amerika
- Sambucus racemosa subsp. racemosa — Evropa[7]
- Sambucus racemosa  var. racemosa — pacifiška obala[4][5][6]
- Sambucus racemosa subsp. sibirica — Sibirija[8]
- Sambucus racemosa subsp. sieboldiana — Japonska

## Uporaba
Evropski divji bezeg se je v tradicionalni medicini severnoameriških staroselcev uporabljal kot sredstvo za povzročanje bruhanja (emetik) in za lajšanje kašlja, kožnih bolezni in pri ginekoloških težavah.
Les divjega bezga so nekoč uporabljali za rezljanje drobnih lesenih izdelkov, listje pa za odganjanje mrčesa. Surovi plodovi niso užitni, po termični obdelavi pa se lahko uživajo, če se iz njih odstranijo semena, ki so strupena.